# Synanthedon xanthozonata
Synanthedon xanthozonata is een vlinder uit de familie wespvlinders (Sesiidae), onderfamilie Sesiinae.
Synanthedon xanthozonata is voor het eerst wetenschappelijk beschreven door Hampson in 1895. De soort komt voor in het Oriëntaals gebied.